# Victorella pseudoarachnidia
Victorella pseudoarachnidia är en mossdjursart som beskrevs av Jebram och Everitt 1982. Victorella pseudoarachnidia ingår i släktet Victorella och familjen Victorellidae. Inga underarter finns listade i Catalogue of Life.